# Jezuitská redukce

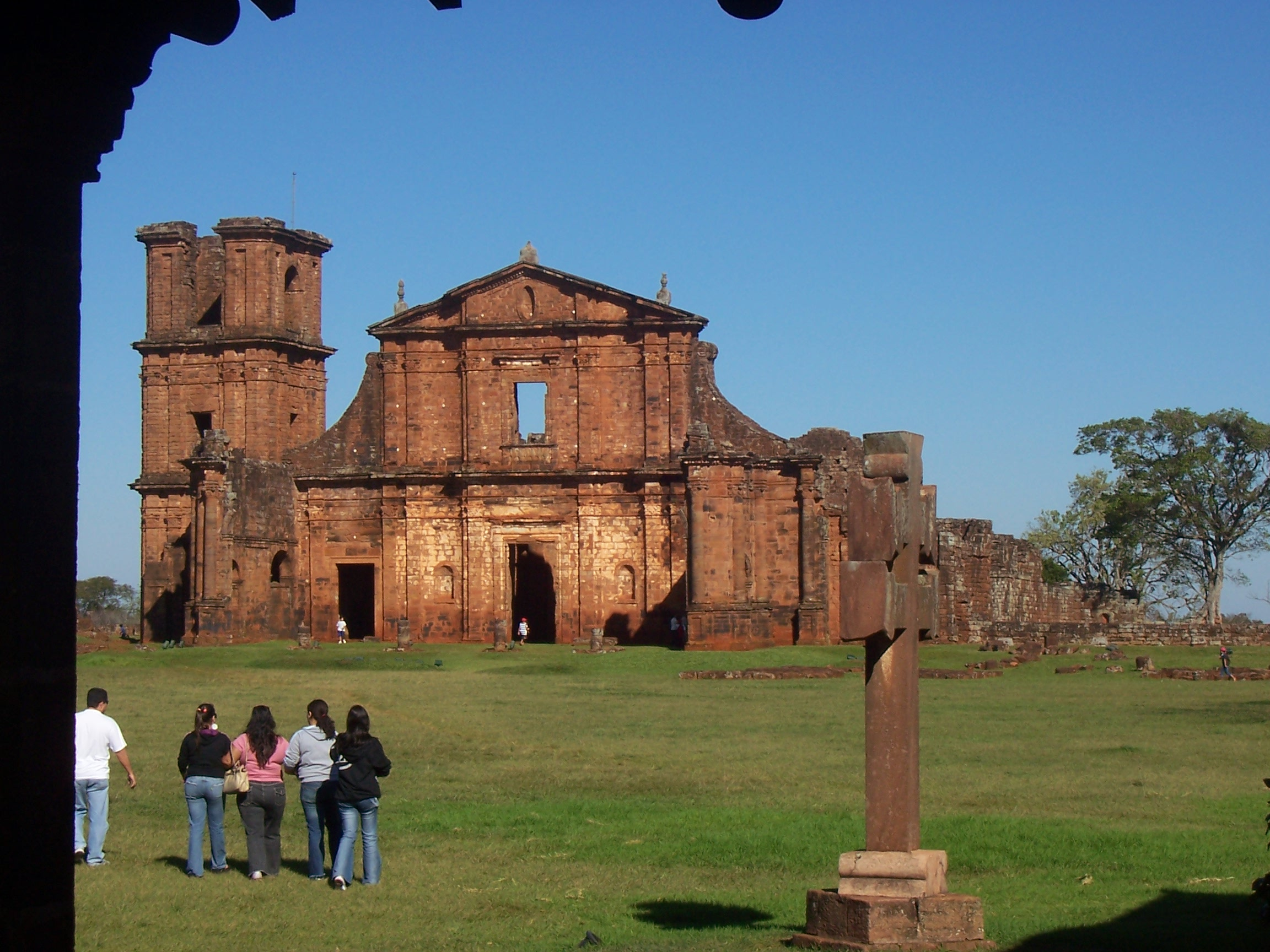
Ruiny redukce São Miguel das Missões (Svatý Michael) v brazilském Rio Grande do Sul

Jezuitské redukce byly indiánské obce v Jižní Americe, zřízené jezuity během 17. a 18. století. Kvůli jejich značné autonomii a specifickému společenskému uspořádání bývají někdy označovány za jezuitský stát či jezuitskou republiku, byť v reálu šlo i v dobách jejich největší slávy jen o vysoce autonomní provincii z části podřízenou přímo španělskému králi a z části podléhající jeho místodržícím.

## Charakteristika

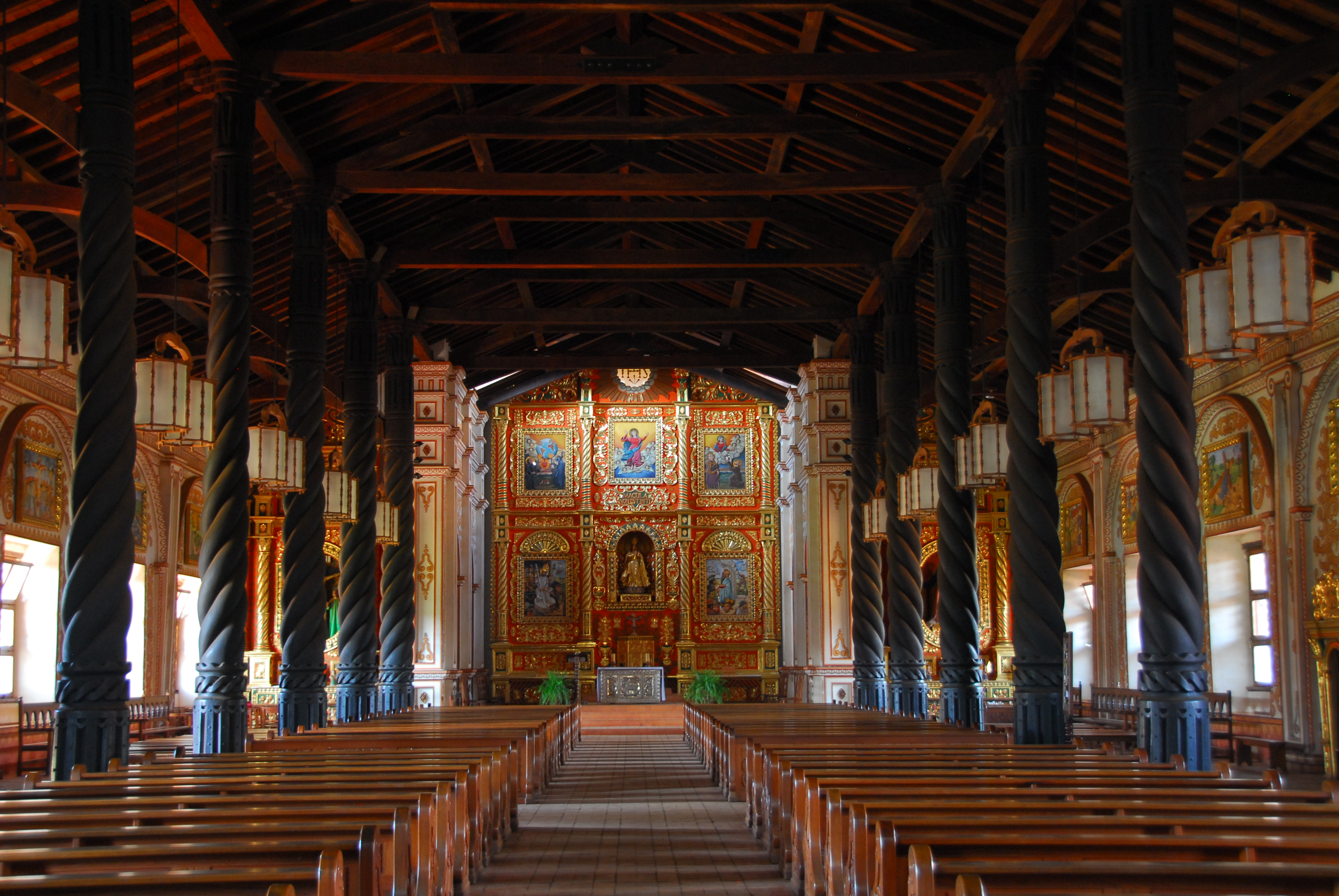
Interiér jezuitského kostela ve městě Concepción v Bolívii

Redukce začaly vznikat na počátku 17. století a zanikly na konci 18. století po rozpuštění jezuitského řádu a vyhnání jezuitů, bez jejichž vedení se rychle zhroutily zničeny hospodářským kolapsem a portugalskými otrokáři. Ve svých vrcholných obdobích představovaly na Jižní Ameriku hospodářsky vysoce efektivní společnost, v níž indiáni žili civilizovaným životem a jako rovni bílým. Soukromé vlastnictví v nich bylo výrazně potlačeno. Disponovaly vlastní výkonnou armádou vyzbrojenou moderními zbraněmi, z nichž část si samy vyráběly.

## Historie
V počátku své existence byly redukce drancovány a ničeny portugalskými otrokáři. Jezuité je proto nejdříve stěhovali hlouběji do vnitrozemí a když se toto řešení ukázalo nedostatečné, podařilo se jim získat od španělského krále svolení k vytvoření vlastní armády (resp. milicí) složené z indiánů a vyzbrojené palnými zbraněmi. Drtivé porážky, které tato armáda otrokářům uštědřila v bitvách u Caazapá Guazú (1639) a na řece Mbororé (1641), pak otrokářské nájezdy ukončily.
V Paraguayi byly státem zrušeny a začleněny pod státní správu v roce 1848.

## Jezuitské redukce a UNESCO
Několik z jezuitských redukcí nyní figuruje na seznamu Světového dědictví UNESCO:
- Jezuitské misie na území Guaraní – 4 argentinské a 1 brazilská lokalita
- Jezuitské misie La Santísima Trinidad del Paraná a Jesús de Tavarangué – 2 lokality v Paraguayi
- Jezuitský komplex a misie v Córdobě – 6 lokalit ve střední Argentině
- Jezuitské misie na území Chiquitos – 6 lokalit ve východní Bolívii